# Завадовський Іван Іванович
Іва́н Іва́нович Завадо́вський (* 16 січня 1887, село Івиня на Львівщині — † 21 квітня 1932, Дніпропетровськ) — український мовознавець, педагог. Професор (1928).

## Біографія
У 1915 році закінчив Віденський університет. Там набув досвіду наукової та педагогічної роботи під керівництвом Ватрослава Ягича. Працював учителем у гімназіях Львова, Яворова (Львівщина), Таращі (Київщина).
Від 1923 року працював у Дніпропетровському інституті народної освіти як викладач української мови, з 1928 року професор, завідувач кафедри українського мовознавства, декан мовно-літературного факультету, проректор з навчальної роботи.
Автор навчальних посібників із загального та українського мовознавства. Одним із перших в історії науки про мову збагатив посібник із загального мовознавства фактами української мови.
Листувався з родичами (сестрами) в Західній Україні, що була тоді під Польщею. Попри те, що був професор і депутат Дніпропетровської міськради, зазнавав принизливих обшуків ГПУ, яке цікавилося його зв'язками з Заходом. Зрештою, його серце не витримало, і в 45 років талановитого професора не стало. Короткі спомини про нього лишила племінниця Галина Анненкова (ур. Дорошенко, 1924 -2016) в книжці "Улицы моего детства" (Дніпропетровськ, 2007).
За спогадами племінниці Завадовський одружився в Таращі з Іриною Олександрівною Нестеровською, вчителькою, донькою керуючого  цукровими заводами м. Сміли. 1919 року у них там народилася дочка Олена. Згідно спогадів тієї ж Галини Аненкової, Завадовські переїхали до Дніпропетровська з Таращі 1926 року. Завадовський, дружина і дочка мешкали весь цей час по вулиці Філософській, 54.
ТВОРИ
- Українська мова (1927),
- Основи мовознавства (перший випуск). Дніпропетровськ, 1928.
- Основи мовознавства (1930; у співавт. з Л. А. Булаховським).